# British Steel (Album)
British Steel (engl. für: „Britischer Stahl“) ist das sechste Studioalbum der britischen Heavy-Metal-Band Judas Priest. Es ist das erste Album mit Schlagzeuger Dave Holland.

## Hintergrund
Das Livealbum Unleashed in the East war in den Startling Studios von Ringo Starr abgemischt worden. Da die Band mit dem Ergebnis sehr zufrieden war, kehrten sie für die Arbeiten an British Steel dorthin zurück. Als Produzent fungierte Tom Allom, der im gleichen Jahr bereits Def Leppards On Through the Night produziert hatte. Das Album wurde innerhalb von 28 Tagen aufgenommen.
Mit Breaking the Law, Living After Midnight und United enthält das Album drei der bekanntesten Songs von Judas Priest. Die Band nahm mit Hilfe von Julien Temple Musikvideos zu den Liedern Breaking the Law und Living After Midnight auf.
Im Vorfeld der Veröffentlichung wurden vom PR-Agent der Band, Tony McBrain, Falschmeldungen gestreut, die gestohlene Tonbänder zum Inhalt hatten. Diese wären angeblich gegen die Zahlung eines Betrages von 50.000 Pfund von Judas Priest zurückgekauft worden. Die Band und ihr Management wussten nichts von den Falschmeldungen.
2001 wurde im Rahmen der Reihe Classic Albums eine DVD-Dokumentation zu British Steel veröffentlicht, die im Mai 2010 dem Metal Hammer in Deutschland kostenlos beilag.

## Musikalischer Inhalt

### Musikstil

Ausschnitt aus dem Stück Breaking the Law

Musikalisch unterscheidet sich British Steel nur wenig von den vorhergehenden Alben. Geprägt ist das Album von scharfen Gitarrenriffs und hymnenhaftem Gesang in manchen Liedern.
Das Album enthält einige Soundeffekte, wie zerbrochenes Glas, Donner und Robotergeräusche. Da Sampling noch recht unbekannt war, entstanden die Effekte durch „Handarbeit“. So wurde beispielsweise der Donner durch das Zuschlagen einer Tür erzeugt, das klirrende Glas durch eine zerschlagene Milchflasche. Weitere Geräusche wurden mit einem Billardqueue und Ringo Starrs Küchenbesteck erzeugt.

### Liedtexte
Inhaltlich setzt sich British Steel kaum von seinen Vorgängern ab. Textlich propagiert werden das Gemeinschaftsgefühl der Fans (vor allem in dem Lied United) und das allgemeine Lebensgefühl der damaligen Jugendgeneration (z. B. in Breaking the Law und Living After Midnight). Mit dem Titel Metal Gods hat sich die Band schließlich einen eigenen Beinamen erschaffen.

## Titelliste
1. Rapid Fire – 4:08
2. Metal Gods – 4:00
3. Breaking the Law – 2:35
4. Grinder – 3:58
5. United – 3:35
6. You Don’t Have to be Old to be Wise – 5:04
7. Living After Midnight – 3:31
8. The Rage – 4:44
9. Steeler – 4:30

Alle Lieder wurden von Tipton/Halford/Downing geschrieben.
Auf der US-Ausgabe ist der Titel Breaking the Law an erster Stelle.

### Bonustracks (Wiederveröffentlichung 2001)
1. Red, White & Blue – 3:42
2. Grinder (Live) – 4:49

## Singles
- Living After Midnight/Delivering the Goods
- Breaking the Law/Metal Gods
- United/Grinder

Alle drei Singles kamen in Großbritannien in die Charts. Living After Midnight und Breaking the Law bis auf Platz 12, United auf Platz 26. Letzteres wurde bei Top of the Pops als Playback aufgeführt.

## Erfolge
Das Album profitierte vor allem davon, dass es 1980 auf dem Höhepunkt der New Wave of British Heavy Metal erschien und Judas Priest als Vorreiter des neuen britischen Metal galten. Vermutlich deshalb gilt es unter vielen Kritikern und Fans auch als das „klassische“ Judas Priest-Album. Titel wie Breaking The Law, Metal Gods oder Living After Midnight gehören zu den bekanntesten Songs der Band und wurden seitdem durchgehend auf Konzerten der Band gespielt. In Großbritannien erreichte es Platz 4 der Charts und war somit das einzige Album von Judas Priest, das sich dort in den Top 5 positionieren konnte. In den Billboard-Charts erreichte es Platz 34.
Die darauffolgende Tournee führte die Band durch ganz Westeuropa und Nordamerika. Vorband war in Europa Iron Maiden, in den USA Def Leppard und die Scorpions.
Das Album wurde 1982 von der RIAA mit einer Goldenen Schallplatte ausgezeichnet. 1989 erreichte das Album dann Platin-Status.